# Nukunuku
Nukunuku es la capital del distrito de Nukunuku, en la isla de Tongatapu, Tonga. Tiene una población de 2.105 habitantes en 2021.